# Capitata
Capitata es un suborden de cnidarios del orden Anthoathecata, clase Hydrozoa. 

## Descripción
Existe una división funcional entre los individuos o zooides, que comprenden la colonia; algunos se dedican a funciones alimentarias, y son conocidos como gastrozoides o trofozoides; otros, son defensivos, los dactilozoides, erizados de cnidocitos; y otros, los activos reproductivamente, son los denominados gonozoides.
Los caracteres diagnósticos del grupo son:
- la presencia de gónadas rodeando completamente el manubrium de las medusas.
- boca simple y circular.
- tentáculos marginales normalmente huecos.
- cnidocitos de las medusas caracterizados por la presencia de stenoteles.
- reproducción sexual por medio de larvas plánulas o actínulas.
- plánulas con dos tipos de células embrionarias glandulares: espumosas y esféricas.
- zooides normalmente con tentáculos capitados, tanto en los pólipos adultos, como en la fase larval.
- gonoporos generalmente en el cuerpo del zooide.

Habitan tanto en aguas saladas, como salobres o dulces. Su rango de profundidad es entre 1.55 y 7.632 m, y su rango de temperatura entre -1.54 y 28.87 °C.
La distribución geográfica de los representantes del grupo incluye todos los océanos y latitudes, desde aguas polares a tropicales.

## Taxonomía

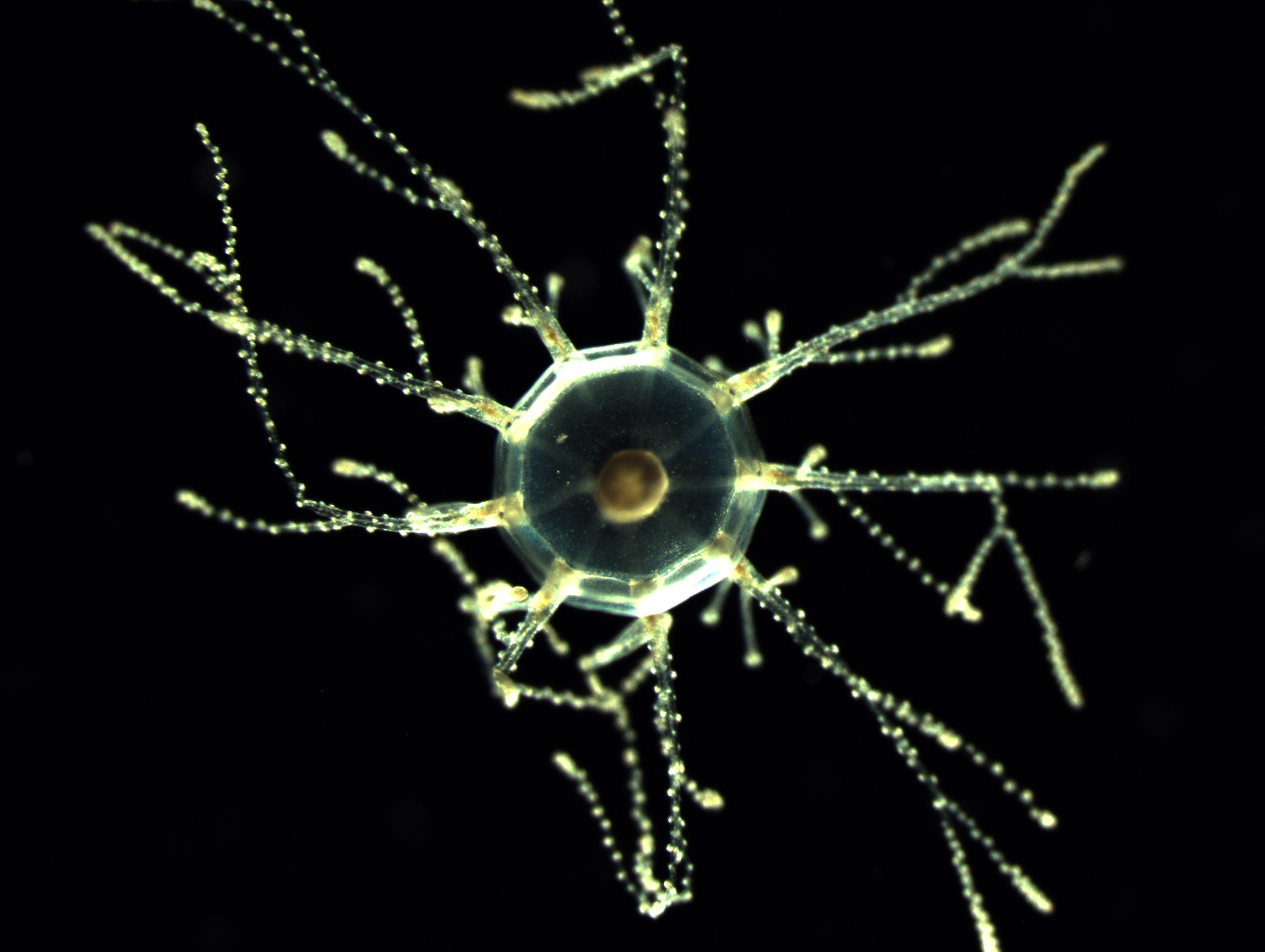
Cladonema pacificum

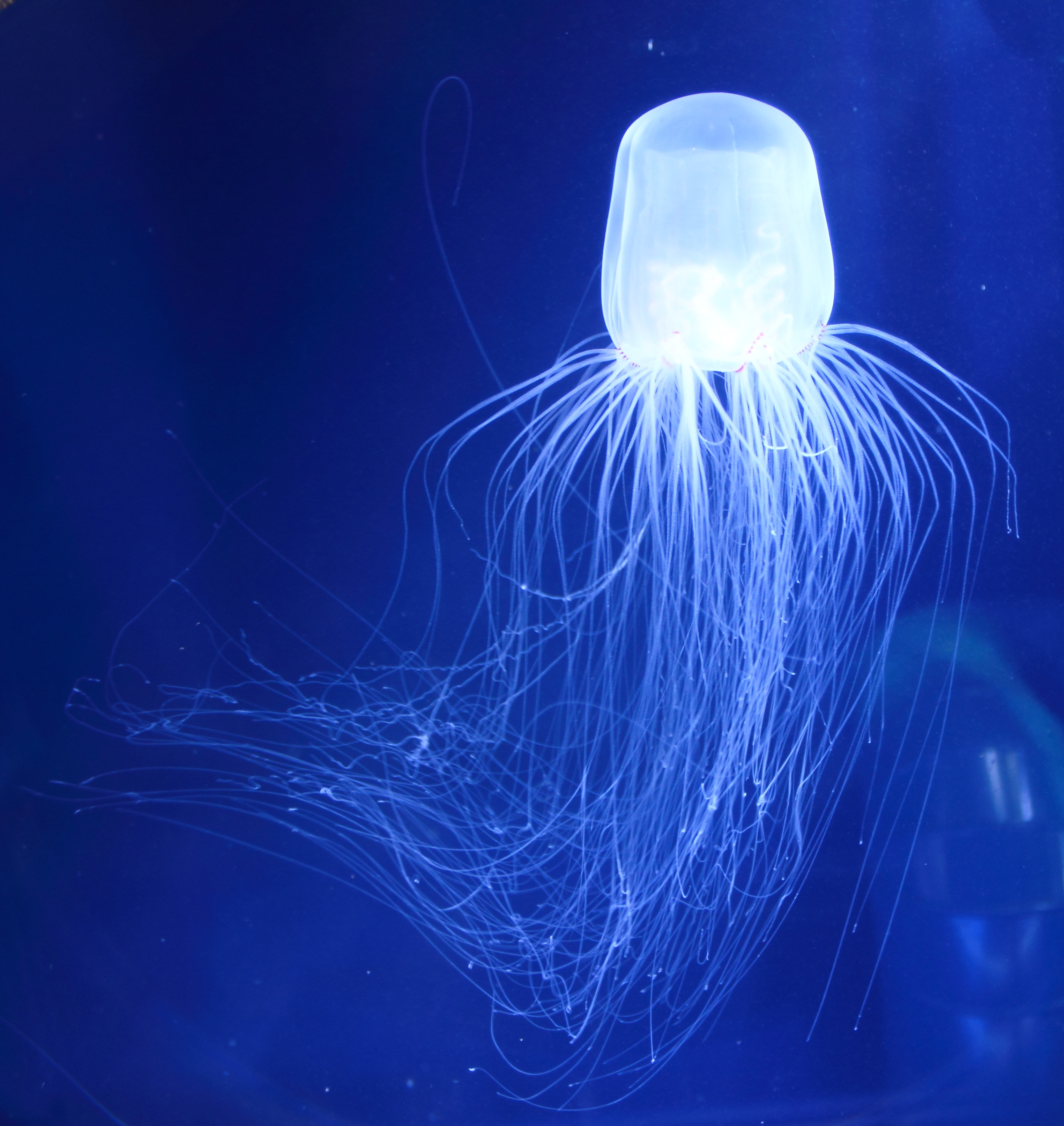
Spirocodon saltator

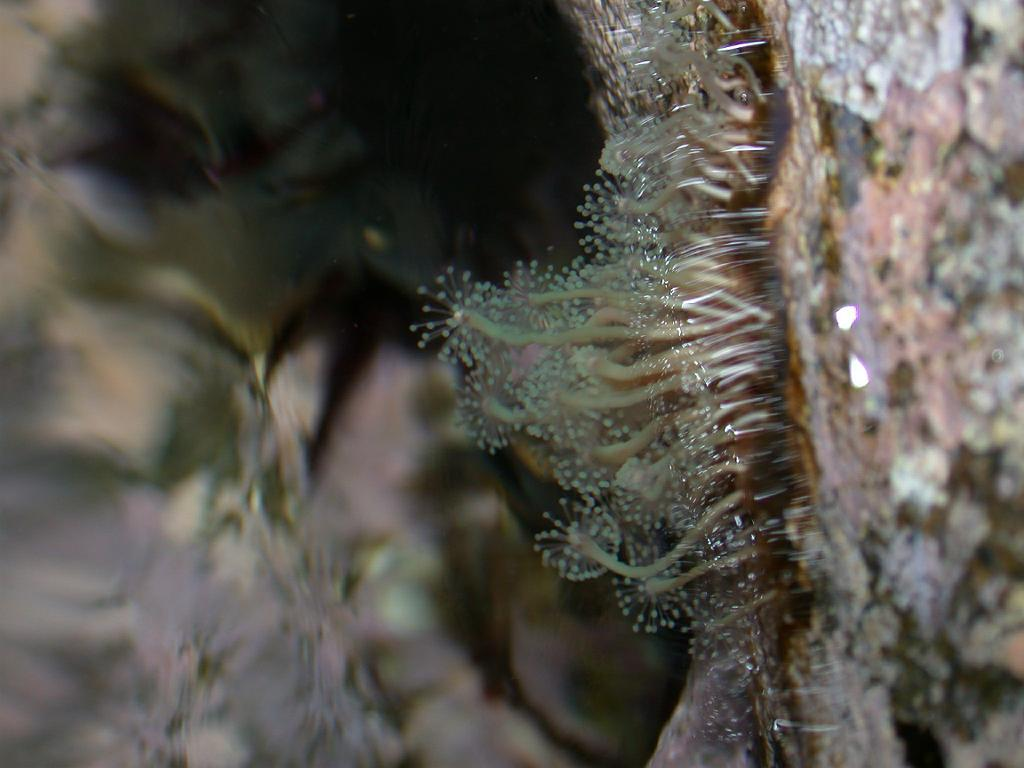
Hydrocoryne miurensis

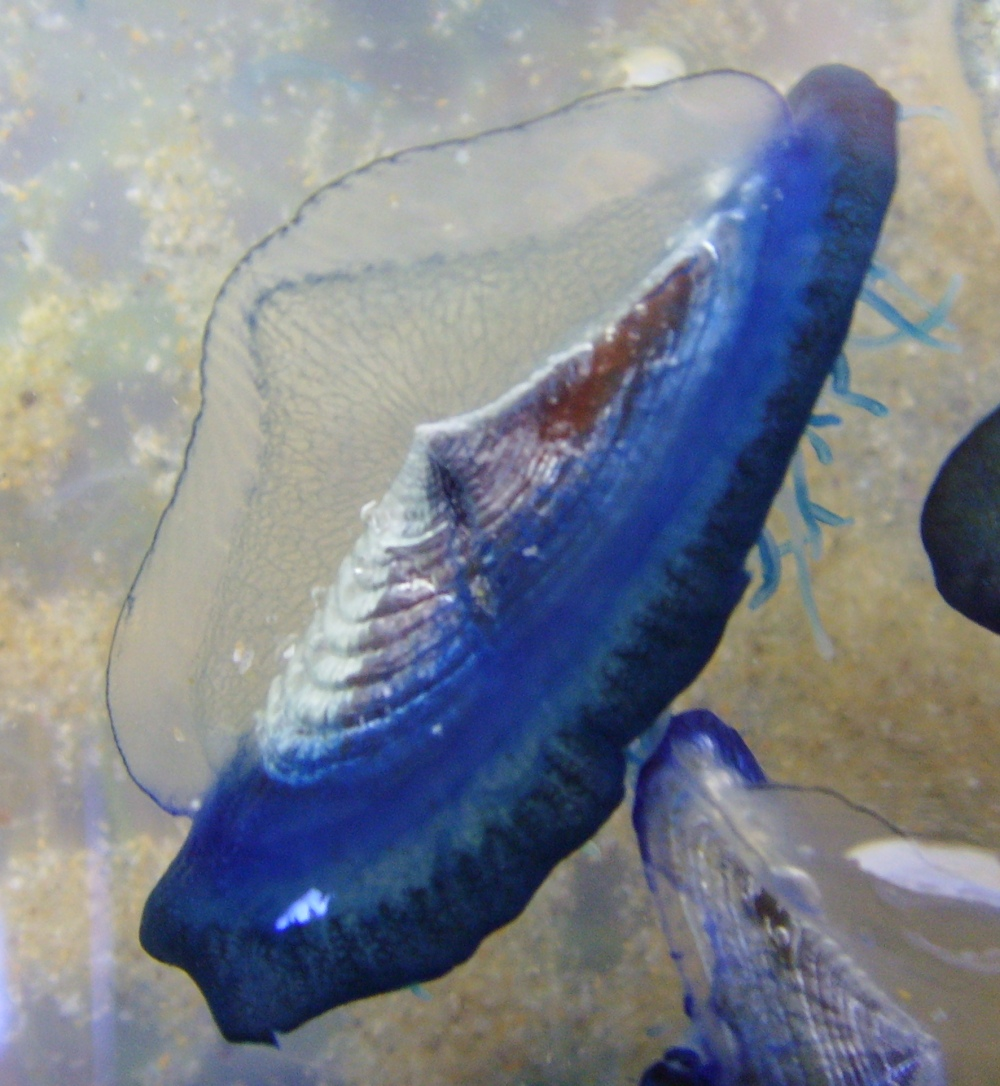
Velella velella

El Registro Mundial de Especies Marinas reconoce las siguientes familias con especies vivientes en Capitata:
- Asyncorynidae Kramp, 1949
- Capitata incertae sedis
- Cladocorynidae Allman, 1872
- Cladonematidae Gegenbaur, 1857
- Corynidae Johnston, 1836
- Halimedusidae Arai & Brinckmann-Voss, 1980
- Hydrocorynidae Rees, 1957
- Milleporidae Fleming, 1828
- Moerisiidae Poche, 1914
- Pennariidae McCrady, 1859
- Porpitidae Goldfuss, 1818
- Pseudosolanderiidae Bouillon & Gravier-Bonnet, 1988
- Rosalindidae Bouillon, 1985
- Solanderiidae Marshall, 1892
- Sphaerocorynidae Prévot, 1959
- Teissieridae Bouillon, 1978
- Tricyclusidae Kramp, 1949
- Zancleidae Russell, 1953
- Zancleopsidae Bouillon, 1978

Taxones reconocidos como sinonimia:
- Familia Ceratelladae Gray, 1868 aceptada como Solanderiidae Marshall, 1892
- Familia Cladonemidae aceptada como Cladonematidae Gegenbaur, 1857
- Familia Cladosarsiidae Bouillon, 1978 aceptada como Corynidae Johnston, 1836
- Familia Codonidae Haeckel, 1879 aceptada como Corynidae Johnston, 1836
- Infraorden Corynipteridae aceptado como Zancleidae Russell, 1953
- Familia Discalidae Haeckel, 1888 aceptada como Porpitidae Goldfuss, 1818
- Familia Eleutheriidae Russell, 1953 aceptada como Cladonematidae Gegenbaur, 1857
- Familia Halocordylidae Stechow, 1921 aceptada como Pennariidae McCrady, 1859
- Familia Halocorynidae Picard, 1957 aceptada como Zancleidae Russell, 1953
- Familia Milleporadae Fleming, 1828 aceptada como Milleporidae Fleming, 1828
- Superfamilia Moerisiida Poche, 1914 (no aceptada, clasificación inválida (polifilética))
- Infraorden Orthocorynidae aceptado como Zancleidae Russell, 1953
- Familia Polyorchidae Agassiz, 1862 Corynidae Johnston, 1836
- Familia Porpalidae Haeckel, 1888 Porpitidae Goldfuss, 1818
- Infraorden Porpitae aceptado como Porpitidae Goldfuss, 1818
- Familia Porpitellidae Haeckel, 1888 aceptada como Porpitidae Goldfuss, 1818
- Familia Sarsiadae Forbes, 1848 aceptada como Corynidae Johnston, 1836
- Superfamilia Sphaerocorynida Petersen, 1990 (no aceptada, clasificación infundada)
- Familia Syncorynidae Allman, 1872 aceptada como Corynidae Johnston, 1836
- Familia Velellidae Eschscholtz, 1829 aceptada como Porpitidae Goldfuss, 1818
- Superfamilia Zancleida Russell, 1953 (no aceptada, clasificación infundada)

- Véase también: Hydrozoa